# Янез Блейвейс
Янез Блейвейс (словен. Janez Bleiwei; 19 листопада 1808, Крань, Австрійська імперія — 29 листопада 1881, Любляна) — словенський консервативний політик, журналіст, публіцист, письменник, редактор, ветеринарний лікар, доктор медицини, громадський діяч. Лідер Словенського національного руху. Вже за життя був названий батьком нації. Академік Академії наук і мистецтв Хорватії.
Багато в чому сприяв піднесенню словенської національної літератури.

## Біографія
Народився в багатій купецькій сім'ї. З дитинства вільно говорив на словенському і німецькою мовами. Після навчання в Люблінському ліцеї вивчав медицину у Віденському університеті.
Отримав науковий ступінь доктора медицини. Працював професором ветеринарної медицини та патології в Любляні.
Автор ряду робіт в області ветеринарної медицини та здоров'я людини, зокрема про інфекційних захворюваннях.
У 1843 р. заснував і редагував культурно-економічний журнал «Kmetijske in rokodilske Novice», який тривалий час був єдиним словенським виданням, що став осередком словенського відродження. У ньому порушувалися питання про народну освіту, обробці мови. Під час Весни народів 1848 р. виступив в ньому з ідеєю об'єднання Словенії в один народний ціле — Велику Словенію.
Словенська народний будитель. З 1875 року був головою Словенської матиці. Користувався великою популярністю і авторитетом.
Консерватор. Прихильник австрославізму. У політиці наслідував приклад чеського національного лідера Ф. Палацького, який вимагав автономії для слов'янських народів в рамках єдиної Австрійської імперії.
У 1881 році Блейвейсу імператором Австрії Францем Йосипом I було подаровано дворянство з титулом Торстеніскій.

## Вибрані твори
- «Bukve zakmeta ect.» (Любляна, 1843),
- «Miloserčnost do živali» (Любляна, 1846),
- «Nauk murve in svilode vediti in svilo pridelavati» (Любляна, 1847 і 1851),
- «Letopis slovenskiga drużtva na Kranjskem» (Любляна, 1849),
- «Nauk podkovstva» (Любляна, 1850),
- «Nauk kako se pri porodih domače živine ravnati» (Любляна, 1852),
- «Koledarček slovenski» (1852—1856),
- «Slovensko berilo» (1850—1855),
- «Zgodovina ck Kranjske kmetijske druźbe» (Любляна, 1854),
- «Nauk źivinoreje» (1855),
- «Nauk ogledovanja klavne źivine in mesa» (1855),
- «Slovenski jezik pa kranjska špraha» (1862),
- «Županova Micika» (1864),
- «Nauk o umni živinoreji» (1871).

Похований в меморіальному парку Нав'є в Любляні. На надгробку написано «Батько нації. Доктор Янез Блейвейс- Торстеніскій. 1808—1881».